# Jonatan (Cwietkow)
Jonatan, imię świeckie Igor Cwietkow (ros. Игорь Цветков; ur. 8 czerwca 1962 w Sowietskiej Gabani) – arcybiskup Rosyjskiego Kościoła Prawosławnego.

## Życiorys
W 1982 wstąpił do seminarium duchownego w Moskwie. Jeszcze jako jego student wstąpił do ławry Troicko-Siergijewskiej, składając śluby zakonne 25 grudnia 1985. 25 lutego 1986 przyjął święcenia diakońskie i został przeniesiony do Monasteru Daniłowskiego w Moskwie. 20 marca 1988 został hieromnichem.
W 1990 ukończył wyższe studia teologiczne w Moskiewskiej Akademii Duchownej i został skierowany do pracy duszpasterskiej w eparchii chabarowskiej. Był proboszczem parafii św. Ksenii z Petersburga w Jużno-Sachalińsku, zaś od 1991 dziekanem dekanatu sachalińskiego. W 1993 przeniesiony do parafii Wszystkich Świętych Rosyjskich w Jużno-Kurylsku oraz na stanowisko dziekana dekanatu kurylskiego. Po dwóch latach został proboszczem parafii przy soborze Zmartwychwstania Pańskiego w Jużno-Sachalińsku. 
1 sierpnia 1997 w soborze Trójcy Świętej w Monasterze Daniłowskim miała miejsce jego chirotonia na biskupa jużno-sachalińskiego i kurylskiego. 29 grudnia 1999 Święty Synod Rosyjskiego Kościoła Prawosławnego przeniósł go na katedrę abakańską i kyzyłską. 1 lutego 2010 podniesiony do godności arcybiskupiej. W 2011 jego tytuł uległ zmianie na arcybiskup abakański i chakaski, w związku ze zmianą granic eparchii.